# Samsung Wave S8500
Samsung Wave (hoặc Samsung Wave GT-S8500) là một điện thoại thông minh được phát triển và sản xuất bởi Samsung Electronics. Nó là điện thoại thông minh đầu tiên chạy hệ điều hành Bada được phát triển Samsung Electronics, và được phát hành thương mại vào ngày 1 tháng 6 năm 2010. Wave điện thoại cảm ứng với được hỗ trợ "Hummingbird" CPU (S5PC110) của Samsung, bao gồm lõi 1 GHz ARM Cortex-A8 CPU và tích hợp công nghệ đồ họa PowerVR SGX 540. Nó có màn hình "Super AMOLED" và quay video độ phân giải cao 720p.

## Thông số kỹ thuật

### Màn hình
Màn hình cảm ứng điện dung 3,3 inch (84 mm) sử dụng công nghệ Super AMOLED với tính năng chống trầy màn hình (màn hình Gorilla). Độ phân giải màn hình là 800x480 WVGA với 283 PPI.

### Vi xử lý
Điện thoại có vi xử lý 1 GHz SoC, bên trong chứa một lõi ARM Cortex A8 CPU, giống như lõi vi xử lý A4 của Apple. Công nghệ đồ họa trên thiết bị là PowerVR SGX 540 GPU được cho là có khả năng tạo ra 90 triệu tam giác mỗi giây (giống như SoC được sử dụng trên Samsung Galaxy S).

### Máy ảnh
Điện thoại có máy ảnh 5 megapixel EDOF hỗ trợ 2560 x 1920 pixel, cùng với tự động lấy nét, LED flash, thẻ địa lý, nhận diện khuôn mặt, ổn định hình ảnh, chạm lấy nét...Ngoài ra còn có nhiều tính năng chụp hình khác như chụp hình đẹp, nhận diện nụ cười, chụp liên tiếp, panorama và chế độ cổ điển. Máy ảnh có thể quay video ở chế độ 720p HD (1280x720) với 30 FPS kèm theo flash. Bên cạnh đó, nó còn có khả năng quay slow motion (320x240) với 120 FPS kèm theo flash.

### Hệ điều hành
Wave là điện thoại đầu tiên chạy trên hệ điều hành Bada của Samsung, nghĩa là "biển". Samsung làm việc trên các phiên bản Bada 1.2 và 2.0.
Vào tháng 1 năm 2012, Samsung tuyên bố có kế hoạt sáp nhập Bada với hệ điều hành Tizen trên nền Linux đồng phát triển với Intel. Mặc dù dưới sự hợp tác, nhưng nó không hỗ trợ cho Wave.

## Phần mềm

### Giao diện người dùng
Điện thoại là một trong những điện thoại thông minh sử dụng hệ điều hành bada của Samsung. UI Touchwiz 3.0 của Samsung. Touchwiz 3.0, cũng giống như 2 người tiền nhiệm trước (Touchwiz 2.0 và Touchwiz), sử dụng các widget. Ba ứng dụng widget được cài sẵn trên Touchwiz 3.0 là Daily Briefing (bao gồm các thông tin cần thiết như thời tiết, tài chính, bản tin điện thoại AP và thời khóa biểu), Feeds và Updates và Buddies now (cho phép người sử dụng điện thoại, gửi tin nhắn hoặc đọc Facebook/Twitter với những danh bạ yêu thích của họ). Người dùng được sử dụng 10 màn hình chờ để thêm widget.

### Hỗ trợ âm thanh
Samsung Wave hỡ trợ MP3, AAC, AAC+, e-AAC+, WMA, AMR, WAV, MP4, MPEG4, H.263, H.264, WMV, FLV, DivX, XviD, MKV and FLAC file formats. Ngoài ra còn hỗ trợ phụ đề.

## Liên kết
- Trang Facebook Samsung Wave
- Trang chính thức Samsung Wave Lưu trữ ngày 10 tháng 6 năm 2010 tại Wayback Machine
- Trang Samsung Mobile Wave[liên kết hỏng]

Đánh giá: 
- Phonearena.com đánh giá bởi PhoneArena Team, 04 tháng 6 2010
- GSMArena.com đánh giá bởi GSMArena team, 01 tháng 6 2010

Diễn đàn:
- MySamsungWave
- SamsungWaveForum Lưu trữ ngày 9 tháng 2 năm 2014 tại Wayback Machine